# Schlumbergera microsphaerica
Schlumbergera microsphaerica ist eine Pflanzenart in der Gattung Schlumbergera aus der Familie der Kakteengewächse (Cactaceae). Das Artepitheton microsphaerica leitet sich von den griechischen Worten mikros für ‚klein‘ sowie sphaira für ‚Kugel‘ ab und verweist auf die bedornten, stielrunden Triebabschnitte der Art.

## Beschreibung
Schlumbergera microsphaerica wächst epiphytisch oder epilithisch mit reich verzweigten Trieben. Die Triebabschnitte sind 1,5 bis 6 Zentimeter lang und 0,2 bis 0,5 Zentimeter breit. Sie sind völlig mit Areolen bedeckt, die 2 bis 5 Millimeter auseinanderstehen. Die Areolen sind entweder kahl oder es entspringen ihnen bis zu 15 braune oder bräunlich gelbe Borsten von 1 bis 5 Millimeter Länge.
Die hängenden, mehr oder weniger radiärsymmetrischen bis zygomorphen Blüten sind fuchsienrot bis weiß. Die inneren Blütenhüllblätter sind zu einer 1,5 Zentimeter langen Blütenröhre verwachsen. Die äußeren Blütenhüllblätter sind frei. Das rötlich braune Perikarpell ist leicht fünfkantig. Die Früchte weise fünf undeutliche Kanten auf und sind grün.

## Verbreitung, Systematik und Gefährdung
Schlumbergera microsphaerica ist im brasilianischen Bundesstaat  Rio de Janeiro in Höhenlagen von 2000 bis 2780 Metern verbreitet.
Die Erstbeschreibung als Cereus microsphaericus wurde 1890 von Karl Moritz Schumann veröffentlicht. Paul V. Heath stellte die Art 1992 in die Gattung Schlumbergera. Weitere nomenklatorische Synonyme sind Epiphyllanthus microsphaericus (K.Schum.) Britton & Rose (1923), Arthrocereus microsphaericus (K.Schum.) A.Berger (1929), Trichocereus microsphaericus (K.Schum.) H.P.Kelsey & Dayton (1942) und Zygocactus microsphaericus (K.Schum.) Buxb. (1957).
Die Unterart Schlumbergera microsphaerica subsp. candida (Loefgr.) D.R.Hunt wird nicht mehr anerkannt.
Über die Bedrohung von Schlumbergera microsphaerica lagen in der Roten Liste gefährdeter Arten der IUCN von 2002 nur ungenügende Daten vor. Nach der Überarbeitung der Liste 2013 wird die Art als „Vulnerable (VU)“, d. h. als gefährdet geführt.

## Nachweise